# Grace Ingalls
Grace Pearl Dow, nata Ingalls (Burr Oak, 23 maggio 1877 – Manchester, 10 novembre 1941), fu la sorella minore di Laura Ingalls Wilder, nonché un personaggio della serie di libri La piccola casa nella prateria.

## Biografia
Grace nacque nel 1877 da Charles e Caroline Ingalls. Aveva tre sorelle, Mary, Laura e Carrie, e un fratello maggiore, Charles Frederick Jr, detto Freddy, mai conosciuto poiché morto prematuramente nel 1876. Grace lavorò come insegnante nella cittadina di Manchester (ora città fantasma, essendo stata completamente distrutta da un tornado nel 2003 e mai più ricostruita), situata a sette miglia da De Smet, dove vivevano i genitori. Il 16 ottobre 1901 sposò Nathan William Dow, ma la coppia non ebbe figli. In seguito Grace lavorò anche per alcuni giornali locali, seguendo l'esempio della sorella Carrie, e si occupò di Mary, cieca e senza più i genitori. Malata di diabete, morì nel 1941 all'età di 64 anni.

## Nella cultura di massa
Grace fu interpretata dalle attrici gemelle Wendi e Brenda Turnbaugh nella serie televisiva La casa nella prateria, tratta dai libri della sorella Laura.